# Aeroporto Internacional de Manaus
De Luchthaven Brigadeiro Eduardo Gomes–Manaus International is de belangrijkste luchthaven van Manaus, Brazilië. Hij is vernoemd naar de Braziliaanse politicus en militair Eduardo Gomes (1896–1981).
In 2012 was de luchthaven 3e in termen van afgehandelde vracht, waarmee het een van de drukste luchthavens in Brazilië is. De luchthaven wordt uitgebaat door Infraero.

## Historie
Luchthaven Brigadeiro Eduardo Gomes International verving Luchthaven Ponta Pelada als belangrijkste luchthaven van Manaus in 1976. Ponta Pelada kreeg toen de naam Luchtmachtbasis Manaus en richtte zich daarna uitsluitend nog op militaire activiteiten.
De bouw van de luchthaven begon in 1972 en hij werd geopend op 31 maart 1976. Het was toen de modernste luchthaven van Brazilië en de eerste die over vliegtuigslurven beschikte. Alhoewel de geplande naam van de nieuwe luchthaven Supersonic Airport of Manaus was, werd de officiële naam veranderd in Eduardo Gomes op 11 december 1973.
De luchthaven heeft twee passagiersterminals. Passagiersterminal 1 ontvangt binnenlandse en internationale vluchten en Passagiersterminal 2, geopend op 12 maart 1985, ontvangt de kleine luchtvaart. Verder heeft de luchthaven drie vrachtterminals, geopend in 1976, 1980 en 2004. Deze hebben een totale oppervlakte van 49,000 m² en een verwerkingscapaciteit van 12.000 t/maand. Cargo Terminals 1 en 2 verwerken goederen voor de export en Cargo Terminal 3 goederen voor import.
Op 31 augustus 2009 onthulde Infraero een investeringsplan van BRL793,5 miljoen (USD316,1 miljoen; EUR292,2 miljoen) voor het opwaarderen van de luchthaven met het oog op het Wereldkampioenschap voetbal 2014 dat in Brazilië wordt gehouden, en waarbij Manaus een van de speelsteden is. De investering bestond uit het uitbreiden van het platform en de bestaande landingsbaan, alsmede het bouwen van een tweede landingsbaan (BRL600 miljoen, afronding gepland voor juli 2013), en het vergroten en renoveren van de passagiersterminal (BRL193,5 miljoen, afronding in december 2013). Bij het begin van het WK voetbal in juni 2014 waren de werkzaamheden nog niet gereed.
De Braziliaanse Integrated Air Traffic Control and Air Defense Center section 4 (Cindacta IV) bevindt zich in de buurt van de luchthaven.

## Ongelukken en incidenten

### Ongelukken
- 14 mei 2004: Rico Linhas Aéreas vlucht 4815 uitgevoerd met een Embraer EMB 120ER Brasília met registratie PT-WRO, onderweg van São Paulo de Olivença en Tefé naar Manaus stortte neer in een bos op circa 18 nm van Manaus. Alle 33 inzittenden kwamen hierbij om het leven.[6]
- 29 september 2006: Gol Airlines vlucht 1907, een Boeing 737-8EH met registratie PR-GTD die onderweg was vanuit Manaus naar Brasília botste tijdens de vlucht op een Embraer Legacy business jet, viel, brak op in de lucht, en crashte in het Amazoneregenwoud in het noordelijke deel van de staat Mato Grosso. Hierbij kwamen alle 154 inzittenden van het Gol vliegtuig om.[7]

### Incidenten
- 21 april 1983: drie Il-76TDs van de Libische luchtmacht landden op Manaus nadat een van de Il-76's technische problemen kreeg bij het oversteken van de Atlantische Oceaan. Het vliegtuig werd daarbij doorzocht door de Braziliaanse autoriteiten: in plaats van medische voorraden - zoals in de transportdocumentatie vermeld stond - vond men een krat met de eerste van 17 Aero L-39 Albatros lichte trainings- en gevechtsvliegtuigen, dat samen met munitie en parachutes onderweg was naar Nicaragua voor de strijd tegen de door de VS ondersteunde Contras. De goederen werden in beslag genomen en de transporttoestellen kregen toestemming om terug te keren naar Libië.[8]
- 6 maart 1991: een Embraer EMB 110 Bandeirante van TABA naar Manaus werd gekaapt in de buurt van São Gabriel da Cachoeira door 3 personen.[9]
- 15 december 1994: een Embraer EMB 110 Bandeirante van TABA onderweg van Carauari en Tefé naar Manaus werd gekaapt door twee Colombianen. De passagiers werden vrijgelaten in de buurt van Tabatinga en het vliegtuig werd naar Colombia gevlogen. De bemanning werd vrijgelaten bij de Braziliaanse Ambassade in Bogotá.[10]

## Bereikbaarheid
De luchthaven bevindt zich op 14 kilometer ten noorden van het centrum van Manaus.